# Antonio Pérez del Hierro
Antonio Pérez del Hierro (c. 1540 – Paris, 7 de abril de 1611) foi um estadista espanhol e secretário do rei Filipe II da Espanha.
Diz-se que organizou o assassinato de Juan de Escobedo. As tentativas de processar Pérez levaram a tumultos e desordem. Ele acabou fugindo da Espanha depois de ser libertado da prisão por seus apoiadores e passou a maior parte dos anos restantes na França.

## Biografia

### Primeiros anos
Seu local de nascimento é contestado. Em 1542, foi reconhecido como filho de Gonzalo Pérez, Secretário do Conselho de Estado do rei Carlos I de Espanha (Sacro Imperador Romano Carlos V). Muito provavelmente Antonio era de fato filho de Gonzalo Pérez, mas foi concebido enquanto Gonzalo era clérigo. Embora ele tenha nascido em Madrid, a sua ligação era com Aragão, terra do seu pai e onde a sua família era mais influente. Seus seguidores e apoiadores eram todos de Aragão e, mais tarde na vida, ele fugiria para Aragão em busca de apoio para si mesmo e proteção contra a perseguição do rei.
Ele foi criado em Valdeconcha, Guadalajara, nas terras de Rui Gomes da Silva, príncipe de Éboli e líder de uma das facções políticas da época, da qual Gonzalo Pérez fazia parte. A outra facção era a do Duque de Alba. Antonio frequentou mais tarde as universidades mais prestigiadas, como Alcalá de Henares, Salamanca, Leuven, Veneza e Pádua. Seu pai o apresentou e treinou em assuntos de Estado.

### Secretário
Em 1543, Gonzalo Pérez foi nomeado secretário do príncipe (mais tarde rei) Filipe. Em 1556, Carlos abdicou de seus reinos espanhóis em favor de seu filho, que se tornou rei Filipe dos vários reinos espanhóis e Gonzalo continuou como secretário do novo rei. Gonzalo Pérez morreu em 1566 e seu filho Antonio foi nomeado Secretário de Estado de Castela um ano depois.
Durante os seus primeiros dez anos como secretário, Antonio teve grande influência sobre o rei Filipe, que valorizou os seus conselhos. Com a morte do Príncipe de Éboli em 1573, ele se tornou o líder daquela facção de acordo com a viúva, Ana de Mendoza, a Princesa de Éboli de um olho só.
Em 1567, Antonio Pérez casou-se com Juana Coello, com quem teve vários filhos.

### Assassinato de Escobedo
Antonio Pérez é mais lembrado por seu papel no assassinato de Juan de Escobedo, secretário de Dom João de Áustria.
O rei Filipe suspeitava dos desígnios de seu meio-irmão João de Áustria e Antonio Pérez explorou essa suspeita em seu próprio benefício. Em 1575, a conselho de Antonio, que o considerava confiável, o rei impôs Juan de Escobedo como secretário de João de Áustria. O plano era que Escobedo espionasse para Antonio Pérez, mas descobriu-se que, inesperadamente, Escobedo tornou-se fiel a Dom João.
Antonio Pérez começou então a fazer com que o rei Filipe suspeitasse de Escobedo. Pérez, como secretário para os assuntos dos Países Baixos, estava em condições de interceptar e utilizar em seu próprio benefício muitos documentos inocentes. Ele adulterou relatórios e escreveu comentários irônicos nas margens das cartas destinadas ao rei. Ele insinuou repetidamente ao rei que João de Áustria estava conspirando contra ele e Escobedo (codinome Verdinegro - "verde-preto") o estava encorajando em sua conspiração. Convenceu o rei de que Escobedo deveria ser morto sem processo judicial por “razões de Estado”. O rei deu seu consentimento, mas não teve outra participação no assassinato.
No início de 1577, Dom João estava nos Países Baixos e Escobedo, seu secretário, visitava Madrid por ordem se seu chefe. Depois que três tentativas desajeitadas de envenenar Escobedo falharam, Pérez recrutou espadachins para assassiná-lo. Pérez retirou-se de Madrid e, na noite de 31 de março de 1578, num beco estreito, os assassinos esfaquearam Escobedo até à morte. Insausti era o nome do assassino e foi ajudado por um grupo de fiéis de Antonio Pérez, pessoas de Aragão, onde Pérez era mais poderoso e influente. Imediatamente surgiram rumores de que Antonio Pérez estava por trás do assassinato.
Poucos meses depois, em 1 de outubro, D. João morreu de tifo nos Países Baixos. Seu corpo foi cortado em três partes e passou secretamente pela França até a Espanha, onde foi remontado e recebeu um enterro adequado.
O rei Filipe logo suspeitou dos motivos de seu secretário e percebeu que ele havia dado seu consentimento a um crime terrível. No entanto, não pôde prendê-lo imediatamente porque Pérez era um homem poderoso com informações que poderiam prejudicar o rei, incluindo o assassinato de Escobedo.
A princípio, a família de Escobedo exigiu uma investigação, mas depois desistiu da reclamação. Provavelmente foram pagos por Antonio Pérez ou alguém próximo a ele.

### Prisão e julgamentos

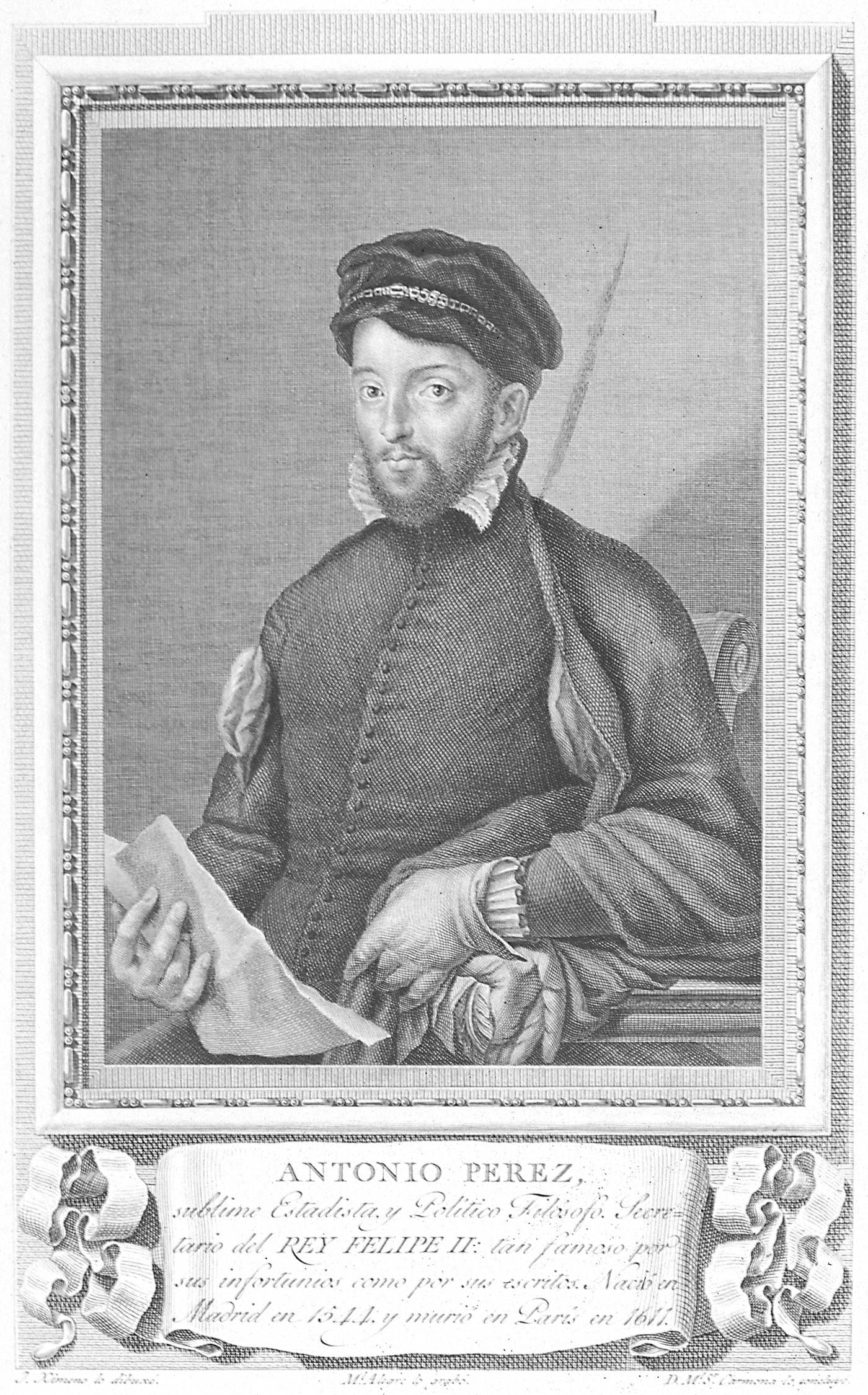
Antonio Pérez em gravura de 1791, Biblioteca Nacional da Espanha, Madrid

Em 28 de julho de 1579, Antonio Pérez e a princesa de Éboli foram presos por ordem do rei. A princesa, mulher orgulhosa que confrontou o rei, foi mantida presa em diversos locais, principalmente no seu palácio em Pastrana, pelo resto dos seus dias. Antonio Pérez era mais prudente e tinha informações comprometedoras, por isso a sua situação com o rei deteriorou-se lentamente ao longo do tempo. No início, ele estava em prisão domiciliar e tinha relativa liberdade, que foi diminuindo gradativamente. Além disso, ele pensou que seria possível reconquistar o favor do rei.
Em 1584, ele foi sujeito ao processo judicial denominado visita, que consistia em uma auditoria ou revisão do seu serviço como Secretário do rei. Nesse processo, foi formalmente acusado de corrupção e de alterar mensagens cifradas ao rei.
Em 31 de janeiro de 1585, ele pulou de uma janela e pediu asilo em uma igreja próxima, mas os oficiais do rei forçaram a porta e o prenderam sem levar em conta o status judicial especial da igreja. Esse incidente provocou uma ação judicial da igreja alegando violações dos seus direitos e exigindo que o homem lhes fosse devolvido, mas esta reclamação não deu em nada.
Antonio Pérez foi feito prisioneiro no castelo de Turégano, perto de Segóvia. No dia 23 de março, foi notificado da sentença do processo de visita: dois anos de prisão, dez anos de afastamento do tribunal com inabilitação para todos os cargos oficiais, bem como algumas sanções pecuniárias.
Enquanto em Turégano, Pérez gozava de relativa liberdade, sua esposa e filhos foram morar com ele e logo reuniu, como era seu costume, um séquito de seguidores.
Antonio Pérez planejou sua própria fuga com a ajuda de seus seguidores, que tomariam o castelo de Turégano e venceriam a guarda. Esse grupo estabeleceu a sua base na aldeia vizinha de Muñoveros e conseguiu entrar no castelo a meio da noite. No entanto, o governador e a sua guarda, em menor número e contra todas as probabilidades, enganaram-nos e convenceram-nos a desistir da tentativa. Como resultado, os bens de Antonio Pérez foram confiscados e a sua esposa e filhos foram presos em Madrid.
Finalmente, em 1587, Pérez foi formalmente acusado do assassinato de Escobedo, ocorrido em 1578. Esse processo judicial avançou muito lentamente e durante esse período ele foi mantido prisioneiro, mas circulou por diferentes cidades e castelos. Durante todo esse tempo, suas condições variaram de duras restrições a relativa liberdade. A intenção do rei era recuperar os papéis incriminatórios que Pérez ainda mantinha escondidos em algum lugar. Pérez sabia que sua segurança dependia de ter esses papéis e não os apresentaria. As táticas do rei alternavam entre puni-lo ou dar-lhe mais liberdade. Mas o rei percebeu que não estava conseguindo os papéis que desejava.

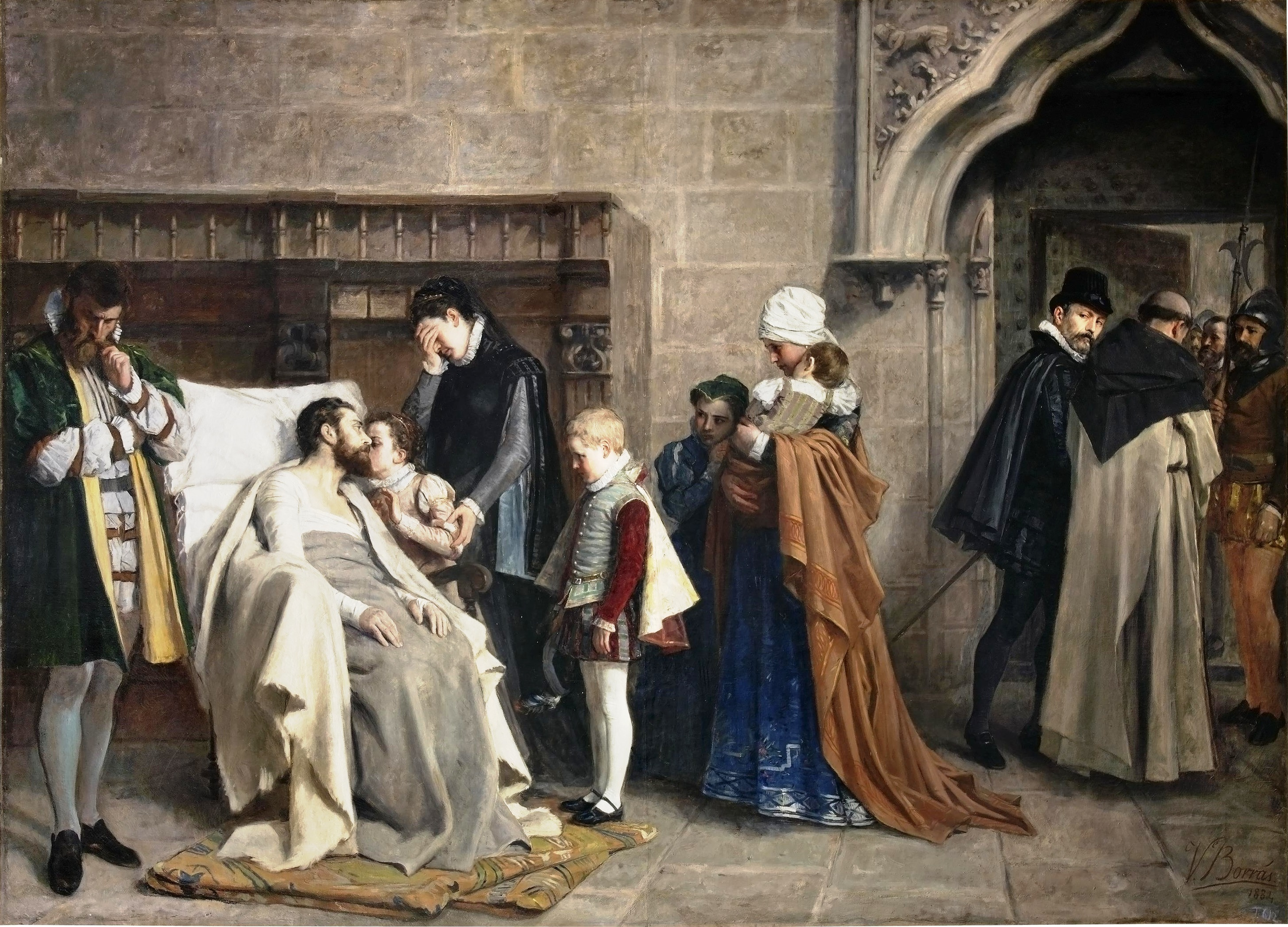
Antonio Pérez recebendo sua família após a tortura (Museu do Prado), Madrid.

No início de 1590, Pérez foi interrogado sob tortura, mas apenas confessou vagamente, insinuando que o rei estava por trás do assassinato. Nesse ponto ele acreditava que poderia ser condenado à morte e então, novamente, planejou sua fuga. No dia 19 de abril, com a ajuda de sua esposa, Juana Coello, grávida de oito meses, ele escapou à noite da prisão em Madrid. A fuga foi cuidadosamente planejada. Com dois homens leais, ele cavalgou a noite toda tentando chegar à fronteira de Aragão, um reino separado com leis que o protegiam. Apesar de sua idade e de seu mau estado físico após a tortura, eles cavalgaram trocando de cavalo ao longo dos Postos Reais. Um segundo grupo seguiu pouco depois, disfarçados de servos de um nobre, com o objetivo de cansar os cavalos dos Postos e assim torná-los indisponíveis caso algum oficial do rei tentasse segui-los.
Uma vez em Aragão, descansaram no Mosteiro de Santa Maria de Huerta, então situado naquele reino. Um grupo de seguidores veio juntar-se a eles com cavalos descansados e, mais adiante, uma escolta militar. Pérez exigiu o processo judicial conhecido como "manifestação de pessoas", uma forma de habeas corpus que garantia o devido processo sob as leis e a justiça de Aragão (fueros), o que lhe foi imediatamente concedido. Com isso, não poderia ser extraditado para Castela sem um processo judicial formal. Ele então se moveu lentamente em direção a Saragoça enquanto levantava seus apoiadores. No dia 1º de maio, entrou triunfalmente em Saragoça cercado por seus seguidores e suas escoltas. Lá foi colocado na prisão dos manifestados sujeitos à justiça de Aragão, o que para ele significava proteção do rei e do processo judicial em Castela. Na prisão dos "manifestados", Antonio Pérez teve grande liberdade. Ele recebeu seus amigos e preparou sua defesa. Teve acesso a todos os seus documentos que foram enviados para Aragão antes mesmo da sua fuga.
Nesse meio tempo, o rei deu imediatamente início ao processo judicial. No dia 23 de abril, ainda antes de Pérez chegar a Saragoça, um novo processo judicial foi iniciado pelo rei contra ele em Aragão, acusando-o de ser o responsável pelo assassinato de Escobedo, de ter dado informações falsas ao rei com o objetivo de obter que ele aprovasse o assassinato extrajudicial, de usar segredos de Estado para seus próprios fins e de falsificar mensagens ao rei à medida que ele as decifrava, além de ter escapado da prisão.
No dia 1º de julho, em Madrid, o juiz Rodrigo de Arce proferiu a sentença de morte contra Antonio Pérez.
Para evitar qualquer tentativa de fuga, uma guarda especial foi colocada fora da prisão dos manifestados por ordem do rei e Antonio Pérez usou isso a seu favor, interpretando a questão como uma de Castela infringindo a soberania de Aragão. Ao vincular o seu caso ao dos direitos e liberdades de Aragão (conhecidos como fueros), Pérez obteve inteligentemente o apoio do povo aragonês.
Os tribunais de Aragão dificultaram o processo judicial e parecia que ele seria considerado inocente. Então, a acusação do rei foi retirada e uma nova acusação semelhante foi apresentada pelo representante do rei em Aragão, Iñigo de Mendoza y de la Cerda, Marquês de Almenara . Além disso, em 1º de setembro, uma nova acusação foi apresentada por Filipe como rei de Aragão. Nessa nova acusação, Antonio Pérez foi acusado de servir mal ao rei em assuntos relacionados com Aragão, mas Pérez afirmou em defesa que nunca serviu ao rei em quaisquer assuntos relacionados com Aragão.

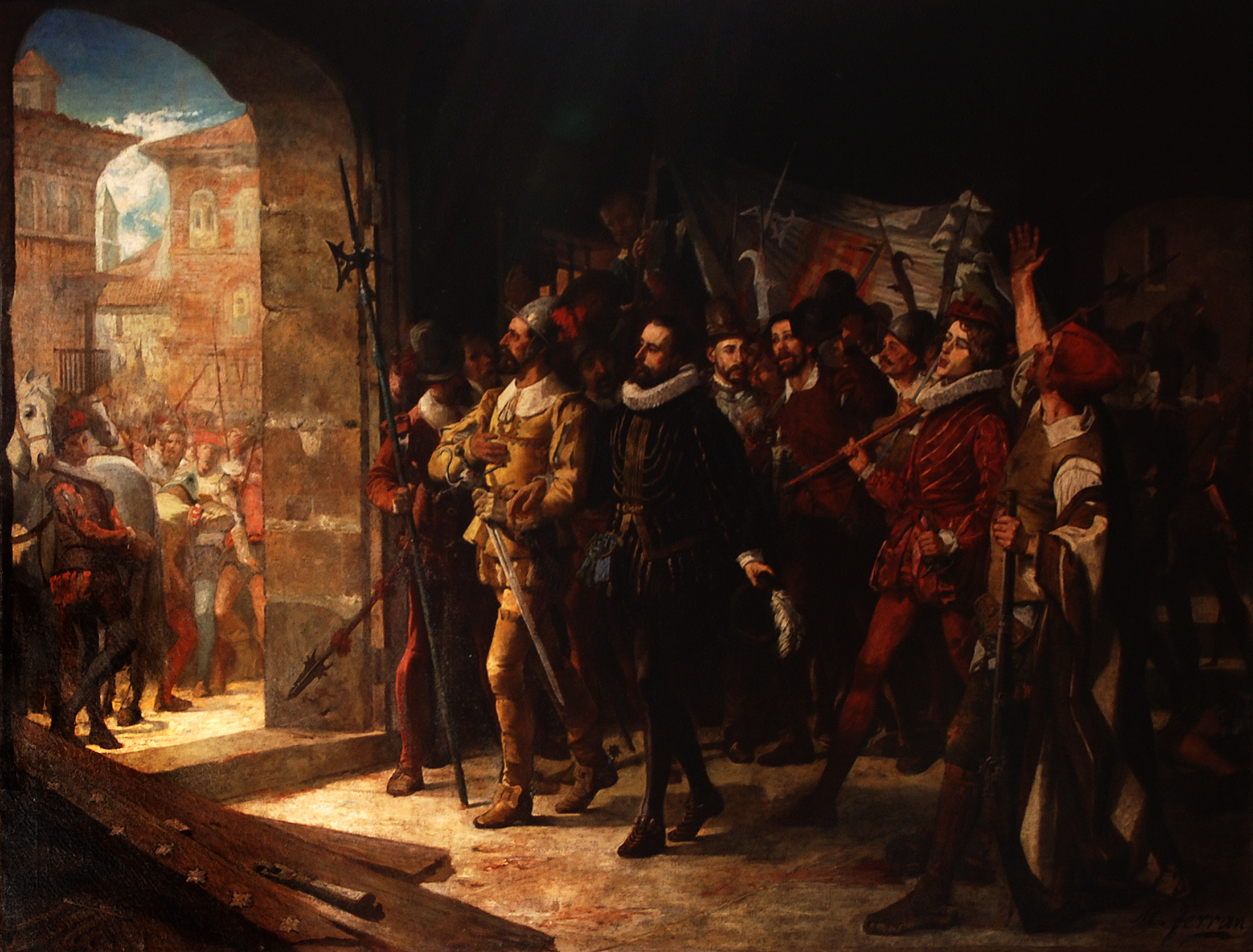
Antonio Pérez liberado pelo povo aragonês em 1591

Em 1591, Pérez fez uma tentativa frustrada de fuga e os processos judiciais avançavam muito lentamente. O rei recorreu então à farsa de acusá-lo de heresia através da Inquisição, que era uma organização eclesiástica e tinha jurisdição em Castela e Aragão. Alonso Molina de Medrano desempenhou um papel importante como inquisidor durante o julgamento de Pérez. O objetivo disso era contornar o sistema judicial de Aragão.
No dia 13 de maio, Pérez foi transferido para uma prisão no Palácio da Aljafería, o que provocou tumultos na população de Aragão, que considerou isso uma afronta e uma violação das suas leis. Nos tumultos, o marquês de Almenara, representante do rei, foi morto e logo Antonio Pérez foi devolvido triunfalmente à prisão dos "manifestados".
A situação estava se tornando caótica e as autoridades locais escaparam com medo dos desordeiros. Pérez planeava a sua fuga para França quando o rei ordenou a invasão de Aragão pelas tropas de Castela, num movimento divisor de águas contra as leis específicas de Aragão e seu autogoverno limitado.
Em 10 de novembro de 1591, Antonio Pérez fugiu de Saragoça e dois dias depois os exércitos aragoneses desmoronaram e os exércitos monarquistas entraram na cidade sem oposição.
O rei ordenou que o presidente do Supremo, Juan de Lanuza y Urrea, fosse executado sem julgamento e em 20 de dezembro de 1591, sua cabeça foi exposta para que todo o povo aterrorizado visse.

### Fuga e exílio na França e na Inglaterra

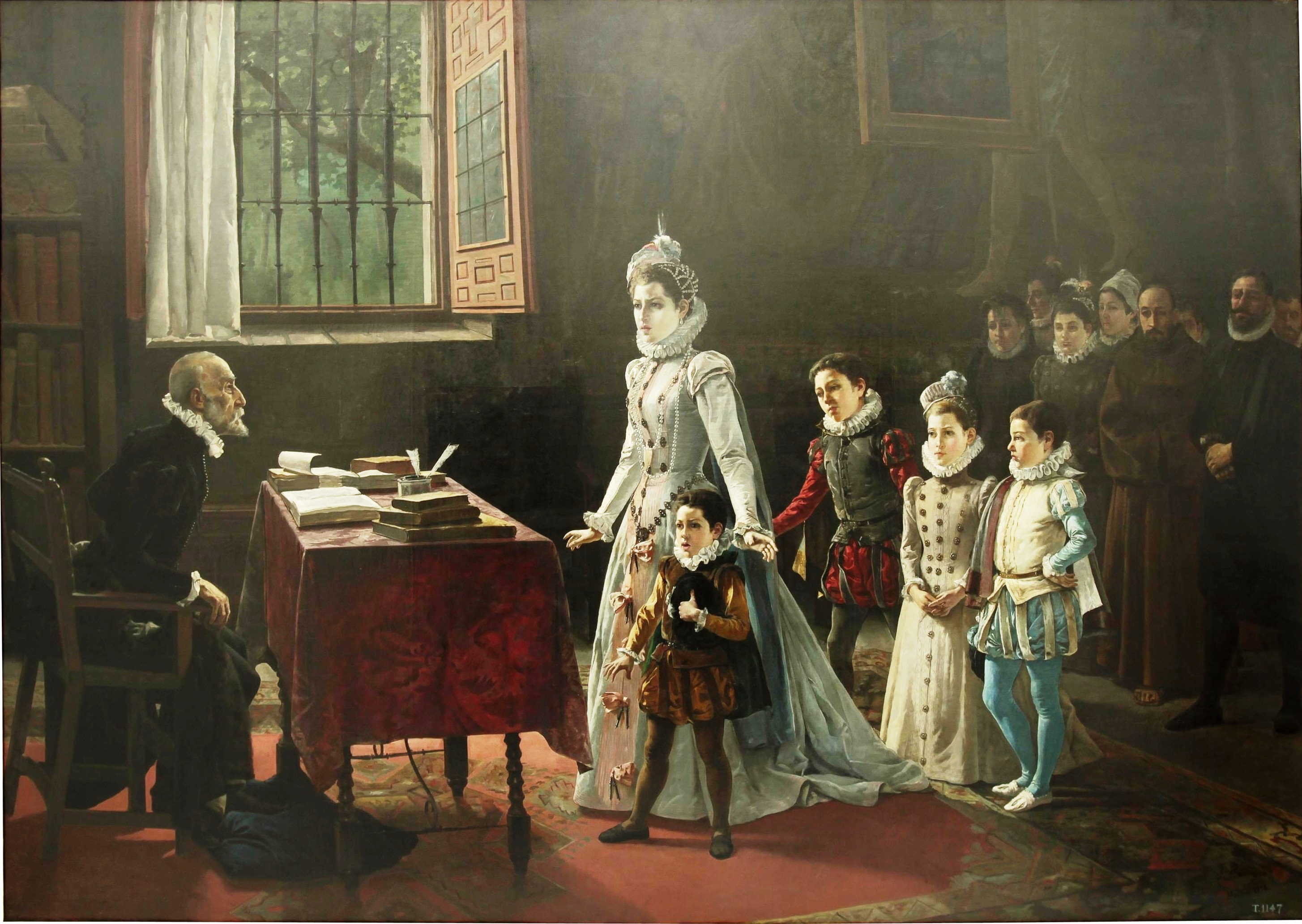
Os filhos de Antonio Pérez perante Rodrigo Vázquez (Museu do Prado), Madrid.

Na noite de 23 de novembro, disfarçado de pastor e sob forte neve, Antonio Pérez cruzou os Pireneus para o Reino de Bearne-Navarra. Ele foi primeiro para Pau, em Bearne, onde governava Catarina, irmã de Henrique III de Navarra (IV da França).
Ele passou o resto da vida tentando ganhar dinheiro vendendo os segredos que conhecia, mas não conseguiu impressionar a rainha Elizabeth I e seu ministro-chefe, William Cecil. Em 1593, chegou à Inglaterra como convidado de Anthony Bacon e foi admirado pelo círculo de Essex por seu conhecimento do tacitismo. Foi o impressor Richard Field quem imprimiu o livro "Pedacos de História ou Relações" de Pérez. Ele foi convidado de Francis Bacon na famosa Noite dos Erros no Gray's Inn, quando uma multidão de pessoas desordenadas quase impediu a apresentação de A Comédia dos Erros.
Pérez foi alvo de várias tentativas de assassinato sem sucesso, com origem no governo espanhol. Patrick O'Collun e John Annias, executados em 1594 por conspiração para matar a Rainha, inicialmente confessaram apenas uma tentativa de matar Pérez, O médico real Rodrigo Lopes, que foi executado pelo mesmo crime, participou de uma conspiração separada para matá-lo.
Alegou-se que Pérez foi ridicularizado em Love's Labour's Lost na persona do absurdo espanhol Don Armado. Gustav Ungerer argumentou que havia muitas semelhanças entre Pérez e Armado, incluindo o estilo de prosa e a vida amorosa.
Pérez foi chamado de volta à França por Henrique de Navarra, agora Henrique IV. Ele permaneceu lá até o fim de seus dias, exceto por várias viagens à Inglaterra.
O livro Relaciones de Pérez, juntamente com a Apologia escrita por Guilherme de Orange em 1580, são em grande parte responsáveis pela Lenda negra espanhola que cresceu em torno de Filipe II.
O rei Filipe morreu em 1598. A esposa e os filhos de Antonio Pérez, que ainda estavam presos em Madrid, foram libertados.
Ele morreu em Paris, em 1611, e foi enterrado num convento, mas os seus restos mortais foram perdidos durante as profanações da Revolução Francesa.